# Hôpital Foch
Hôpital Foch – szpital w Suresnes. Będąc częścią Établissement de santé privé d’intérêt collectif i szpitalem Université de Versailles-Saint-Quentin-en-Yvelines, jest to jeden z największych szpitali w Europie.
Powstał w 1929 roku.